# いなだ豆
株式会社いなだ豆は、福岡県大牟田市に本社を置く菓子メーカーである。

## 主要製品
主に豆菓子を中心とした製品販売を行なっている。
- 落花生
- バターピーナッツ
- 大豆
- そら豆
- エンドウ豆
- 木の実
- 甘納豆
- 各種海産珍味等

## 沿革
- 1956年10月 - 「株式会社稲田製豆店」を設立
- 1966年7月 - 「株式会社いなだ豆」に商号変更

## 広報活動
- RKBラジオでスポットCMが放送されている。CMソングは「いなだ豆マンボ」という曲名で、スリーバブルスが歌っている。